# Рапопорт Яків Львович
Я́ків Льво́вич Рапопо́рт (1898, Сімферополь — 1996, Москва) — радянський та російський патологоанатом єврейського походження, професор (1938). Заслужений діяч науки РРФСР (1970).

## Життєпис
Медичну освіту здобув у Психоневрологічному інституті у Петрограді, Кримському медичному інституті та Другому Московському державному університеті (1915—1922). Працював у Другому Московському медичному інституті асистентом, доцентом та професором кафедри патологічної анатомії.
З 1942 року — у Червоній армії, головний патологоанатом Карельського фронту. 1945 року брав участь у створенні Інституту нормальної і патологічної морфології АМН СРСР, в якому працював до 1951 року.
В 1951—1958 керував лабораторією патологічної морфології у НДІ контролю протиінфекційних препаратів (Інститут ім. Тарасевича), в 1958—1978 — лабораторією патоморфології Інституту серцево-судинної хірургії АМН СРСР.
В 1953 репресований за так званою «справою лікарів», декілька місяців був ув'язненим у Лефортовській тюрмі.

## Наукові здобутки
Наукові дослідження Рапопорта присвячені патогенезу шкіряного туберкульозу (1933—1937), патології міокарду, зокрема після пересадки серця. Рапопорт — один з піонерів імуноморфології. За словами дослідника, він отримав визнання піонера цього вчення не лише у СРСР, а й за кордоном.
Описав алергічний міокардит та отримав експериментальну модель алергічного міокардиту при уведенні в організм різноманітних антигенів, зокрема чужорідного білка (1937—1940).
В 1968 році запропонував етіопатогенетичну класифікацію міокардитів. 1976 року вказав на ефективність трансвазальної біопсії серця для діагностики міокардиту. Запропонував (спільно з Н. А. Білоконь) поділяти кардіоміопатії на ідіопатичні (тобто первісні, істинні) та симптоматичні (1977).
Сформулював поняття «реанімаційної патології» та виділив з нього (1966) «реанімаційну травматологію», тобто травматичні ускладнення реанімації.
Брав участь у створенні журналу «Архів патології», в 1935—1945 роках був членом його редакції та відповідальним секретарем.

## Твори
Яків Рапопорт — автор популярної книги «Курс патології» (рос. «Курс патологии»), що її було вперше видано під час Другої світової війни та кілька разів перевидано після війни (Москва, 1950; третє видання — 1958). В Радянському Союзі книга також вийшла в Україні (1956), Грузії та Естонії, а також була видана у Болгарії та Китаї.
У епоху перебудови Яків Рапопорт видав книгу «На зламі двох епох. Справа лікарів 1953 року» (рос. «На рубеже двух эпох. Дело врачей 1953 года», Москва, 1988), в якій він детально засвідчив події пов'язані із сталінською «справою лікарів», що тривалий час замовчувалися в СРСР.